# 行政裁量
行政裁量（ぎょうせいさいりょう）とは、行政行為をするに当たり、根拠法令の解釈適用につき行政庁に許された判断の余地。
伝統的解釈では、自由裁量（便宜裁量）と法規裁量（覊束裁量） に分けられ、後者については司法審査が及ぶと考えられてきた。しかし、近時においては、区別は次第に重視されなくなり、行政事件訴訟法第30条は、裁量行為であっても裁量の逸脱や濫用があれば、取り消すことができるとする。

## 概要

### 自由裁量
便宜裁量、自由裁量処分ともいわれる。
目的または公益に適するかの裁量である。要件該当性についての要件裁量と、いかなる行為をするかについての効果裁量に分けられる。以下の行為がある。
- 厚生大臣による保護基準の決定（朝日訴訟）
- 国家公務員に対する懲戒処分（神戸税関事件）
- 法務大臣による外国人の在留期間の更新（マクリーン事件）
- 文部大臣の教科書検定（家永教科書裁判）
- 公益法人の設立許可

#### 要件裁量
要件裁量（判断裁量）とは、行政裁量のうち、要件判断について認めるもの。
1. 行政庁の政治的・政策的事項に属する不確定概念を法令が用いている場合
2. 行政庁の専門的・技術的判断を基礎とする不確定概念を法令が使用する場合

法令が多義的・概括的・不確定な概念を用いている場合は、要件裁量が認められるとされる。
たとえば、非行があった場合に処分が行われるとされている場合、何が非行かについての裁量。

#### 効果裁量
効果裁量（行為裁量・選択裁量）とは、一般に、行政裁量のうち、行為判断について認めるもの。時の裁量、手続の裁量をこれに含める場合もある。
たとえば、処分をすることが出来るとされ、数種の処分が定められている場合、処分を行うかどうか、どのような処分を行うかの裁量。

### 法規裁量
覊束裁量（きそくさいりょう）ともいわれる。法規の解釈適用に関する裁量である。一般に、以下の行為が挙げられる。
- 収用委員会による補償額の決定
- 公安委員会による自動車運転免許の取消
- 農業委員会の農地借地権の設定移転の承認
- 行政機関による課税・非課税の判断、税率の適用

覊束概念とは、行政庁に判断の余地が与えられていないことをいう。つまり、一見すると、行政庁に判断余地・裁量の余地が与えられているように見えるが、客観的な経験法則により確定することができる場合である。
覊束行為とは、一定の要件に該当する場合に、行政庁が一定の行為をしなければならないことをいう。

## 行政裁量の統制方法
- 立法的統制
  - 行政権限の発動要件や効果を詳細に規定
  - 審査基準の制定・公表：行政手続法第5条
  - 理由付記義務の法定：行政手続法第8条・14条
  - 処分基準の制定・公表：行政手続法第12条
  - 聴聞等の国民・住民の行政参加手続の法定
  - 情報公開制度の充実：情報公開法・情報公開条例
- 行政内部的統制
  - 上級庁による監督
  - 補助金による国の地方自治体に対する監督
  - 会計検査
  - 行政監察
- 司法的統制
  - 裁量処分の取消：行政事件訴訟法第30条
裁量権の範囲をこえ又はその濫用があつた場合に限り、裁判所は、その処分を取り消すことができる。
  - 司法審査方法
    - 裁量濫用型審査
    - 実体的判断代置方式審査
裁判所が行政庁の立場に立って全面的に審査をやり直し、その結果と行政庁の判断が一致しない場合には、裁判所の判断が優先されて行政行為が取り消されるとする方式をいう。
    - 実体的判断過程統制審査
裁判所が、第三者的立場から、行政庁の判断過程の合理性を審査する方式をいう。

## 判例
裁量の逸脱や濫用があるかの判断は、その行政行為を根拠づける規定の目的にしたがって行われたかによりする。不合理な差別を禁じる平等原則や、目的達成手段を必要最小限のものに限定する比例原則など、一般原則も考慮する。
- 群馬中央バス事件 -最判昭和50年05月29日
- 損害賠償 - 最判昭和53年5月26日
児童福祉施設をソープランド出店予定地の近くに設置することを許可し、条例違反によってその出店を阻止しようとしたことが裁量の濫用にあたるとした。この場合、許可という行政行為をするかしないかは行政の裁量に委ねられた事項であった。
- マクリーン事件 - 最判昭和53年10月4日
- 伊方原発事件 - 最判平成4年10月29日
- 収用補償金増額 -最判平成9年01月28日